# 大西忠司
大西 忠司（おおにし ただし、1987年8月15日 - ）は、日本の声優、俳優、ナレーター、司会者。大阪府大阪市で生まれ、その後、兵庫県宝塚市にて少年時代から青年時代を過ごす。身長は170cm、血液型はB型、本人談では座高100cm。関西学院大学文学部文学言語学科日本文学日本語学専修および、社会学部社会学科卒。株式会社ミュージックバンカー、劇団風斜所属。愛称は「ただぴー」。
| スタブアイコン | サブスタブ | この項目は、まだ閲覧者の調べものの参照としては役立たない、俳優（男優・女優）に関連した書きかけの項目です。この項目を加筆・訂正などしてくださる協力者を求めています（P:映画/PJ芸能人）。 |